# ジフェニドール
ジフェニドール（英語: Diphenidol）は、ベンジル位に水酸基を持った、第3級アルコールに分類される有機化合物の1種である。医薬品として用いられ、鎮暈薬として内耳障害によるめまいの治療に用いられる。また乗り物酔いの予防にも応用される。先発薬の商品名はセファドール（日本新薬）。

## 効能
椎骨脳底動脈の循環を改善し、椎骨動脈の血流障害を起こした部位の緊張を緩解し、血流量を増加させるとともに、内耳神経のひとつである前庭神経路の調整作用を有する。
塩酸塩（塩酸ジフェニドール）の形で製品化されており、処方箋医薬品としては、内耳障害によるめまいや嘔吐の抑制、および外傷性頭位眩暈症患者の眼球振盪抑制を効能として承認されている。
一般用医薬品としては、乗り物酔い防止薬として配合されている。ジフェニドール塩酸塩の1日最大量は医療用150mg、一般用75mgである。めまいの改善効果は、末梢性めまいで58.3%、中枢性めまいでは60%である。

## 副作用
ジフェニドールには、抗コリン作用があり、眼内圧上昇を起こすため、緑内障患者は服用前に医師へ相談することが望ましい。同じく抗コリン作用によって、排尿困難を引き起こす可能性があるため、前立腺肥大に伴う排尿障害を抱えている患者も、服用前に医師へ相談することが望ましい。
他に口の渇き、食欲不振、胸やけなどの消化器症状の他、浮動感、顔面の火照り、動悸などの副作用が見られる。ラットに投与した場合の半数致死量（LD50）は、経口投与で515mg/kg、皮下注射で670mg/kg、腹腔内注射で82mg/kg、静脈注射で29mg/kgである。
また、ジフェニドールは血液脳関門を通過し、眠気を催すため、自動車や機械の運転は注意が必要である。さらに、高度の腎機能障害があると、ジフェニドールの排泄が滞り、副作用発現の可能性が上がるため、重篤な腎障害のある者への投与は、禁忌である。